# ホンドー
『ホンドー』（原題: Hondo）は、1953年制作のアメリカ合衆国の西部劇映画。ジョン・ファロー監督（ジョン・V・ファロー名義）、ジョン・ウェイン主演。
テレビシリーズ『アパッチ大平原』(Hondo) の原型となった。また、1952年から1954年にかけて「3D映画の黄金時代」として、『ブワナの悪魔』、『フェザー河の襲撃』、『大アマゾンの半魚人』などと共に実験的に3D映画として製作された。
2007年に、『肉の蝋人形』、『フェザー河の襲撃』と共に、復元3D映画として限定公開された。

## あらすじ
インディアンとの戦闘で馬を失った騎兵隊の将校ホンドー・レーンは、一夜の宿を借りた女牧場主アンジーに心惹かれるものを感じた。彼女の夫エドは家を出たまま戻らず、息子のジョニーと2人で暮らしていた。
翌日、ホンドーがアンジーから馬を買って去った後、彼女の牧場はアパッチの襲撃を受けた。しかし、母を守り戦ったジョニーの勇気に感動したアパッチの族長ヴィットロは、アンジーの牧場を二度と襲わないことを約束する。
一方、武力蜂起したインディアンの偵察に向かったホンドーは、同じアパッチに捕らえられ拷問を受けるが、屈しなかった。ヴィットロはそんな勇敢なホンドーを褒め賛え、解放した。
ホンドーがアンジー母子と共に平穏に暮らし始めようとした矢先、ヴィットロが死に、新しく族長となった粗暴なシルヴァがアパッチを引き連れて襲いかかってきた。

## キャスト
- ホンドー・レーン：ジョン・ウェイン
- アンジー・ロウ：ジェラルディン・ペイジ
- バッファロー・ベイカー：ワード・ボンド
- ヴィットロ：マイケル・ペイト
- レニー：ジェームズ・アーネス
- シルヴァ：ロドルフォ・アコスタ
- エド・ロウ：レオ・ゴードン
- ジョニー・ロウ：リー・エーカー

## ノミネート
- 第26回アカデミー賞[4][5]
  - アカデミー助演女優賞（ジェラルディン・ペイジ）

尚、原作者のルイス・ラムーアが同じ第26回のアカデミー原案賞にノミネートされていたが、1954年2月17日、これはラムーアが1952年7月5日にコリアーズ・マガジンに寄せた短編が原作であり、本部門の規定違反でないかと指摘された。同小説は権利を放棄していたために、映画ではクレジットされていなかった。最終的に候補は取り消された。

## エピソード
ジョン・ウェインの遺作となった『ラスト・シューティスト』（1976年）の冒頭でウェインが主演した映画の代表作として、『赤い河』、『リオ・ブラボー』、『エル・ドラド』と共に本作のシーンが挿入されている。